# Дан Салін
Дан Салін (швед. Dan Sahlin, нар. 18 квітня 1967, Фалун) — шведський футболіст, що грав на позиції нападника, зокрема за «Гаммарбю» і «Еребру», а також за національну збірну Швеції.

## Клубна кар'єра
Починав грати у футбол за нижчолігові «Нюнесгамнс» та «Вестерганінге». 1995 року був помічений представниками «Гаммарбю», у складі якого у 27-річному віці дебютував в іграх найвищого шведського дивізіону. Новачок у першому ж сезоні з 12-ма забитими голами став найкращим бомбардиром команди, після чого отримав запрошення від англійського «Бірмінгем Сіті», до якого приєднався на правах оренди.
Щоправда заграти в Англії не зумів і, провівши лише одну гру за команду з Бірмінгема, повернувся на батьківщину. Тут його наступним клубом став «Еребру», до складу якого він приєднався 1996 року. У першому ж сезоні став найкращим голеодором нової команди, а наступного сезону 1997 року із 14-ма забитими голами вже розділив титул найкращого бомбардира шведської першості. Загалом за час виступів за команду з Еребру мав середню результативність на рівні 0,64 гола за гру першості.
1998 року знову перебрався за кордон, уклавши трирічний контракт з одним із тодішніх лідерів данського клубного футболу «Ольборгом». Добре розпочав виступи за нову команду, проте невдовзі отримав нескладну травму коліна, яка, утім, вимагала хірургічного втручання. Під час його перебування у лікарні до післяопераційної рани потрапила стафілококова інфекція, через ускладнення від якої гравець за деякий час був змушений оголосити про завершення кар'єри.

## Виступи за збірну
1995 року дебютував в офіційних матчах у складі національної збірної Швеції. Загалом протягом трьох років провів у формі національної команди 3 матчі.

## Титули і досягнення

### Командні
- Чемпіон Данії (1):

«Ольборг»: 1998-1999

### Особисті
- Найкращий бомбардир чемпіонату Швеції (1):

1997 (14 голів)